# Mbigou
Mbigou è un centro abitato del Gabon, situato nella provincia di Ngounié.